# Vinassan
Vinassan település Franciaországban, Aude megyében. Lakosainak száma 2665 fő (2022. január 1.). Vinassan Armissan, Coursan, Fleury, Narbonne és Salles-d’Aude községekkel határos.

## Népesség
A település népessége az elmúlt években az alábbi módon változott:
| Lakosok száma | 771  | 980  | 1427 | 2184 | 2586 | 2661 | 2646 | 2658 | 2662 | 2665 |
|               | 1968 | 1982 | 1990 | 2006 | 2013 | 2015 | 2017 | 2019 | 2020 | 2022 |